# Le Plessier-sur-Saint-Just
Le Plessier-sur-Saint-Just è un comune francese di 495 abitanti situato nel dipartimento dell'Oise della regione dell'Alta Francia.

## Società

### Evoluzione demografica
Abitanti censiti